# ژان پیر رافارن
ژان پیر رافارن (فرانسوی: Jean-Pierre Raffarin‎؛ زادهٔ ۳ اوت ۱۹۴۸) یک سیاست‌مدار اهل فرانسه و نخست‌وزیر پیشین این کشور که بین سال‌های ۲۰۰۲ تا ۲۰۰۵ قدرت را در دست داشت.
دو روز پس از شکست جناح راست فرانسه در انتخابات شوراهای منطقه‌ای، ژاک شیراک رئیس‌جمهور وقت فرانسه در روز ۳۰ مارس ۲۰۰۴ بار دیگر ژان پیر رافارن را در مقامش ابقا نمود و او را مأمور تشکیل یک کابینه جدید کرد.